# Ippécourt
Ippécourt ist eine französische Gemeinde mit 94 Einwohnern (Stand: 1. Januar 2022) im Département Meuse in der Region Grand Est (vor 2016 Lothringen). Sie gehört zum Arrondissement Bar-le-Duc und zum Gemeindeverband L’Aire à l’Argonne.

## Geografie
Ippécourt liegt in der Landschaft Barrois südöstlich der Argonnen am Fluss Cousances, etwa 22 Kilometer südwestlich von Verdun. Umgeben wird Ippécourt von den Nachbargemeinden Julvécourt und Les Souhesmes-Rampont im Norden, Vadelaincourt im Nordosten, Osches im Osten, Saint-André-en-Barrois im Südosten und Südwesten, Rambluzin-et-Benoite-Vaux im Südosten und Süden, Heippes im Süden, Nubécourt im Südwesten, Autrécourt-sur-Aire im Westen sowie Lavoye im Nordwesten.

## Bevölkerungsentwicklung
| Jahr      | 1962 | 1968 | 1975 | 1982 | 1990 | 1999 | 2006 | 2012 | 2021 |
| Einwohner | 172  | 172  | 136  | 123  | 89   | 93   | 96   | 95   | 99   |

Im Jahr 1841 wurde mit 420 Bewohnern die bisher höchste Einwohnerzahl ermittelt. Die Zahlen basieren auf den Daten von cassini.ehess und INSEE.

## Sehenswürdigkeiten

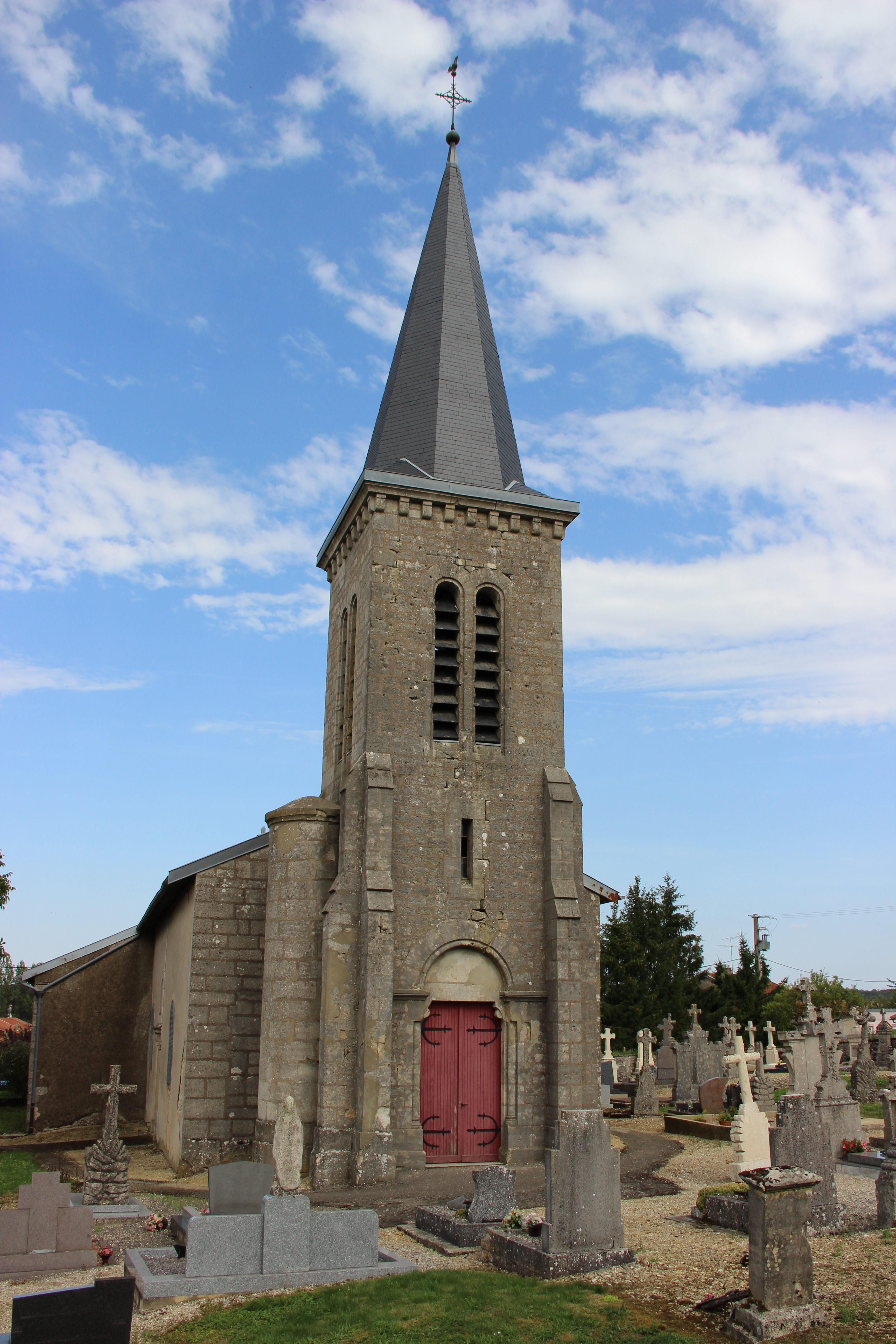
Kirche Saint-Jean-Baptiste

- Kirche Saint-Jean-Baptiste
- Wegkreuz

## Wirtschaft und Infrastruktur
In der Gemeinde Ippécourt sind sechs Landwirtschaftsbetriebe ansässig (Getreideanbau, Geflügelzucht). Im Nordwesten der Gemeinde wird ein Steinbruch betrieben. Die Firma E.B.T.P. stellt hier Zier- und Bausteine her und fördert Industriekalkstein, Gips, Kreide und Schiefer. 
Ippécourt bildet einen lokalen Straßenverkehrs-Knoten. Hier treffen sieben Départementsstraßen sternförmig aufeinander. Im zehn Kilometer entfernten Souhesme-la-Grande besteht ein Anschluss an die Autoroute A4 (Paris–Straßburg); der nächste Bahnhof befindet sich in der Stadt Verdun.

## Belege
1. ↑  Ippécourt auf cassini.ehess
2. ↑  Ippécourt auf INSEE
3. ↑  Landwirtschaftsbetriebe auf annuaire-mairie.fr (französisch)